# Малинвил (Канзас)
Малинвил (енгл. Mullinville) град је у америчкој савезној држави Канзас.

## Демографија
По попису из 2010. године број становника је 255, што је 24 (-8,6%) становника мање него 2000. године.
| Група             | 2000.       | 2010.       |
| Белци             | 270 (96,8%) | 227 (89,0%) |
| Афроамериканци    | 0 (0,0%)    | 2 (0,8%)    |
| Азијати           | 4 (1,4%)    | 2 (0,8%)    |
| Хиспаноамериканци | 4 (1,4%)    | 21 (8,2%)   |
| Укупно            | 279         | 255         |